# Росица Борджиева
Росица Борджиева е българска поп певица.

## Биография
Родена е в град Русе на 20 април 1954 г. Завършва в София Естрадния факултет към БДК. Отначало пее в оркестър „Северно сияние“, а след това влиза в представителния ансамбъл към ГУСВ в София. Обикаля на участия в различни страни като Индия, Испания, Португалия, Дания, Германия, Куба, Малта, Белгия. След 1989 г. се премества да живее в Италия. За нея са писали музика композиторите Морис Аладжем, Тончо Русев, Зорница Попова, Атанас Косев, Александър Йосифов, Найден Андреев, Митко Щерев, Хайгашот Агасян, Стефан Димитров и др.

## Награди
- 1974 – Златен медал на републиканския преглед на художествената самодейност
- 1976 – Втора награда от „Златният Орфей“ в конкурса за изпълнители
- 1977 – Първа награда от фестивала „Червеният карамфил“, Сочи, СССР
- 1981 – Трета награда фестивала „Песни за морето“, Рощок, ГДР
- 1981 – Награда на публиката от фестивала „Песни за морето“, Рощок, ГДР